# Calanna
Calanna (en grecànic Kalanè) és un municipi italià, situat a la regió de Calàbria i a la Ciutat metropolitana de Reggio de Calàbria. L'any 2010 tenia 1.011 habitants. Limita amb els municipis de Fiumara, Laganadi, Reggio de Calàbria i San Roberto. Antigament fou una de les fortificacions de Reggio de Calàbria.

## Administració
| Període | Identitat      | Partit        |
| ------- | -------------- | ------------- |
| 2007-   | Luigi Catalano | Llista Cívica |